# Un mănunchi de sparanghel
Un mănunchi de sparanghel este o pictură în ulei pe pânză din 1880 realizată de pictorul francez Édouard Manet. 
A fost comandat de colecționarul de artă Charles Ephrussi pentru 800 de franci. După ce a primit lucrarea, i-a oferit artistului 1000 de franci în schimb și astfel Manet a decis să picteze o a doua lucrare mai mică, acum cunoscută sub numele de O ramură de sparanghel. El a trimis această a doua lucrare lui Ephrussi cu o notă pe care a scris „Lipsea una [ramură] din mănunchi.”